# انجمن بازرسان تقلب گواهی‌شده
| انجمن بازرسان فساد گواهی‌شده | انجمن بازرسان فساد گواهی‌شده       |
| --------------------------- | --------------------------------- |
|                             |                                   |
| شعار                        | با هم، فساد را در جهان کاهش دهیم  |
| بنیان‌گذاری                  | ۱۹۸۸، آمریکا                      |
| شخصیت حقوقی                 | سازمان غیرانتفاعی خصوصی           |
| مقر                         | آستین، تگزاس، ایالات متحده آمریکا |
| اعضا                        | بیش از ۶۵ هزار نفر از ۱۲۵ کشور    |
| زبان رسمی                   | انگلیسی                           |
| رئیس                        | ژوزف تی. ولز                      |
| دبیرکل                      | جیمز دی. راتلی                    |
| وب‌گاه رسمی                  | http://www.acfe.com               |

انجمن بازرسان فساد گواهی‌شده (ACFE) یکی از تأثیرگذارترین تشکل‌های حرفه‌ای ضد فساد در آمریکا و جهان است؛ که در سال ۱۹۸۸ در آستین، تگزاس، آمریکا توسط ژوزف تی. ولز راه‌اندازی شد. فعالیت اصلی این انجمن علاوه بر اعطای گواهی‌نامه حرفه‌ای بازرس فساد گواهی‌شده (CFE) و نظارت بر فعالیت‌های حرفه‌ای اعضای انجمن، تولید اطلاعات، ابزارها، و آموزش‌های ضدفساد در سراسر جهان است (به نقل از ویکی‌پدیای انگلیسی).

## گواهی‌نامه بازرس فساد گواهی‌شده
گواهی‌نامه بازرس فساد گواهی‌شده (CFE) توسط انجمن بازرسان فساد گواهی‌شده (ACFE) به متقاضیان واجد شرایط داده می‍‌شود؛ و نمایانگر دانش و تجربه دارنده آن در پیش‌گیری، کشف و متوقف کردن فساد است. بازرس فساد گواهی‌شده در واقع برای شناسایی نشانه‌های خطر و پرچم‌های قرمز فساد آموزش می‌بیند؛ از این رو، باید مجموعه‌ای منحصربه‌فرد از تخصص‌های گوناگون داشته باشد - از جمله، آشنایی با معاملات مالی پیچیده، روش‌های انجام آن‌ها، ترفندهای گوناگون فساد، قوانین و مقررات، فرایندهای دادرسی، و.... هر کسی که می‌خواهد عنوان «بازرس فساد گواهی‌شده (CFE)» را به‌دست آورد باید در آزمون نوشتاری دشوار برگزارشده از سوی انجمن بازرسان فساد گواهی‌شده در چهار سرفصل زیر موفق شود:
- پیش‌گیری و متوقف کردن فساد
- تراکنش‌های مالی مفسادانه
- بازرسی فساد
- عناصر حقوقی فساد[۱]

داوطلبان دریافت این گواهی‌نامه علاوه بر گذراندن این آزمون کتبی باید از استانداردهای حرفه‌ای، تحصیلاتی، و اخلاقی بالایی نیز برخوردار باشند. این افراد پس از دریافت این گواهی‌نامه نیز باید پیوسته آموزش‌های ضمن خدمت را بگذرانند.

بعضی از سازمان‌های مهم آمریکا داشتن این گواهی‌نامه را برای متقاضیان استخدام به عنوان یک مزیت حرفه‌ای به رسمیت شناخته‌اند که از آن جمله می‌توان به اف‌بی‌آی، وزارت دفاع آمریکا، و واحد حسابرسی قانونی و بازرسی‌های ویژهٔ دیوان محاسبات عمومی آمریکا اشاره کرد. برای آگاهی بیش‌تر دربارهٔ این گواهی‌نامه به وب‌گاه این انجمن سر بزنید.

## گزارش به ملت‌ها دربارهٔ فساد‌ها و سوءاستفاده‌های شغلی
انجمن بازرسان فساد گواهی‌شده (ACFE) هر دو سال یک‌بار گزارش مفصلی را با عنوان گزارش به ملت‌ها دربارهٔ فسادها و سوءاستفاده‌های شغلی منتشر می‌کند. این گزارش‌ها همواره به عنوان اصلی‌ترین منبع کتاب‌ها، مقالات، همایش‌ها، سخن‌رانی‌ها، و آموزش‌ها در زمینه مبارزه با فساد در سراسر جهان به‌کار می‌رود. این گزارش دربرگیرنده اطلاعات و آماری تفصیلی دربارهٔ زیان‌های فسادها، روش‌های انجام فسادها، کشف ترفندهای فساد، سازمان‌های قربانی، مرتکبان فساد، روش‌شناسی، اطلاعات جهانی به تفکیک کشورها، و چک لیست‌های پیش‌گیری از فساد است. آخرین نسخه این گزارش سالانه که مربوط به ۲۰22 است در وب‌گاه انجمن در دسترس همگان قرار دارد.

## مجله فساد
انجمن بازرسان فساد گواهی‌شده (ACFE) یک مجله با عنوان مجله فساد دارد؛ که علاقه‌مندان می‌توانند از طریق وب‌گاه آن به مطالبش دسترسی پیدا کنند.